# Ryszard Kubiak
Pour les articles homonymes, voir Kubiak.
Ryszard Kubiak, né le 22 mars 1950 à Bydgoszcz et mort le 6 février 2022, est un rameur d'aviron polonais.

## Carrière
Ryszard Kubiak participe aux Jeux olympiques de 1980 à Moscou et remporte la médaille de bronze avec le quatre avec barreur polonais composé de Adam Tomasiak, Grzegorz Nowak, Ryszard Stadniuk et Grzegorz Stellak.